# Oustachis
Les oustachis (du croate : Ustaše, c’est-à-dire « les insurgés ») étaient les membres d’un mouvement séparatiste croate, fasciste et anti-yougoslave. Le mouvement lui-même était appelé « Oustacha » (Ustaša), le nom d’oustachis étant donné, de manière générique, à ses membres ou à l’ensemble de ceux-ci. Après des années de clandestinité, les oustachis prirent le pouvoir en Croatie en 1941 avec le soutien de l'Allemagne nazie et de l'Italie fasciste, après l'invasion et le démembrement de la Yougoslavie : ils instaurèrent l'État indépendant de Croatie, une dictature particulièrement arbitraire et meurtrière, qui se solda par de nombreux massacres des populations serbes, tziganes et juives de Croatie et de Bosnie-Herzégovine.

## Origines et développement

### Une organisation terroriste (1930-1941)
Le mouvement est fondé le 7 janvier 1929 par Ante Pavelić, alors avocat à Zagreb, au lendemain de la dissolution du parlement et de l'instauration de la « dictature royale » par Alexandre Ier de Yougoslavie. Il se fait d'abord connaître par une série d'actions terroristes contre la monarchie yougoslave: cinq ans après la fondation du groupe, 460 incursions avec attentats et 185 assassinats furent commis, ainsi que plusieurs agressions, attaques de fermes et de villages et diverses distributions de tracts,. Il a comme objectif de renverser la monarchie et de contrer la prédominance serbe sur le royaume de Yougoslavie. Il s'inspire notamment du mouvement fasciste de Benito Mussolini.
Le mouvement est d'abord aidé par la Hongrie de l'amiral Horthy, et l'Italie de Mussolini, à qui Pavelić promet de laisser la Dalmatie en échange de son aide. Il implante des camps d’entraînement en Hongrie. Dès le début des années 1930 les membres de l'organisation sont impliqués dans de nombreux attentats, notamment sous forme de bombes avec minuteur placées dans des trains à destination de la Yougoslavie. Pendant l'été 1932, plusieurs centaines d'oustachis tentent une insurrection armée dans la province de Lika, avec le soutien du parti communiste yougoslave, mais elle est durement réprimée. En 1933, le premier attentat contre le roi est un échec. Le 9 octobre 1934, Alexandre Ier de Yougoslavie est assassiné à Marseille par des activistes oustachis alliés à des Macédoniens de l'ORIM. Le ministre français Louis Barthou est également tué lors de cet attentat. Lors du procès qui en découle, les meneurs des Oustachis Ante Pavelić, Dido Kvaternik et Ivo Perčević sont condamnés à mort par contumace en février 1936. Mladen Lorković, alors commandant de tous les Oustachis en dehors de l'Italie, est interpellé en Allemagne où il réside, mais il est libéré à la mi-1935 après qu'un tribunal allemand a rejeté la requête yougoslave d'extradition.
Au cours des années 1930, l'idéologie du mouvement se radicalise en un mélange de fascisme, de nazisme (dans une variante antisémite et hostile aux orthodoxes), de nationalisme croate, et de fondamentalisme cléricaliste catholique romain.

### Les oustachis au pouvoir (1941-1945)
Au printemps 1941, après l'invasion de la Yougoslavie par les troupes hitlériennes, les oustachis reçoivent des nazis le gouvernement d'un nouveau territoire : l'État indépendant croate qui rejoint officiellement l'Axe Rome-Berlin-Tokyo le 15 juin 1941. Ce nouvel État fasciste s'étend sur la Bosnie-Herzégovine et la Croatie actuelle (excepté la côte dalmate annexée par l'Italie).
Dès lors, avec le soutien d'une partie du clergé catholique, le parti fasciste croate instaure une des plus sanglantes dictatures de la Seconde Guerre mondiale. Le mouvement, fort d'environ 60 000 militants, applique en effet une politique de conversion forcée à l'égard des deux millions de Serbes (orthodoxes), des Juifs, et des Tziganes vivant dans le nouvel État. De nouvelles dispositions légales interdisent le cyrillique, des écoles sont fermées, des églises orthodoxes détruites. Cette politique se transforme en véritable purification ethnique. Les oustachis procèdent de deux manières : ils massacrent les habitants par villages entiers, ou bien raflent des milliers de personnes qui sont ensuite dirigées vers des camps de concentration, les plus importants étant ceux de Jasenovac et Stara Gradiska. Au début, des musulmans de Bosnie-Herzégovine collaborent et sont célébrés par le régime,. Mais par la suite, de nombreux musulmans bosniaques et opposants au régime sont également tués notamment au camp de Jasenovac. Un registre des victimes identifiées du régime au camp est disponible sur le site officiel du mémorial de Jasenovac.
Parallèlement, les oustachis combattent aux côtés de la Wehrmacht, notamment sur le front de l'Est et contre la résistance communiste retranchée dans les montagnes de Bosnie-Herzégovine.

### La fin des oustachis
En mai 1945, 50 000 soldats et militants liés au parti avec leurs familles se rendent aux Anglais au village de Bleiburg (Carinthie). Ils sont livrés aux partisans communistes et exécutés sur place (massacre de Bleiburg). Les survivants « subissent un traitement inhumain sur le chemin du retour ». À la Libération en 1945, les troupes du maréchal Tito organisent l'épuration parmi les collaborateurs croates, mais les principaux dirigeants oustachis parviennent à s'exiler, en Amérique du Nord, en Amérique du Sud, ou encore dans l'Espagne franquiste. Ainsi, Ante Pavelic meurt à Madrid en 1959, des suites d'un attentat de 1957 probablement commis par l'UDBA.

### Conséquences historiques
Les exactions commises par les militants oustachis permettent au nouveau régime de Tito de créer un amalgame entre oustachisme et nationalisme croate et de les condamner dans un même rejet[réf. nécessaire].
Pendant plus de quarante ans, les autorités yougoslaves ont volontairement passé sous silence le génocide perpétré par les oustachis, ainsi que les massacres commis par les partisans communistes à la fin de la guerre, ceci afin d'apaiser les haines mutuelles et ne pas mettre en péril l'unité de la Fédération yougoslave. Avec la chute du communisme en 1989, de nombreux Serbes redécouvrent cette tragédie, qui est sans doute l'un des facteurs de la haine manifestée par les miliciens nationalistes serbes envers les populations croates et musulmanes lors des guerres en Croatie et Bosnie-Herzégovine des années 1991-1995[réf. nécessaire].

## Les victimes des oustachis

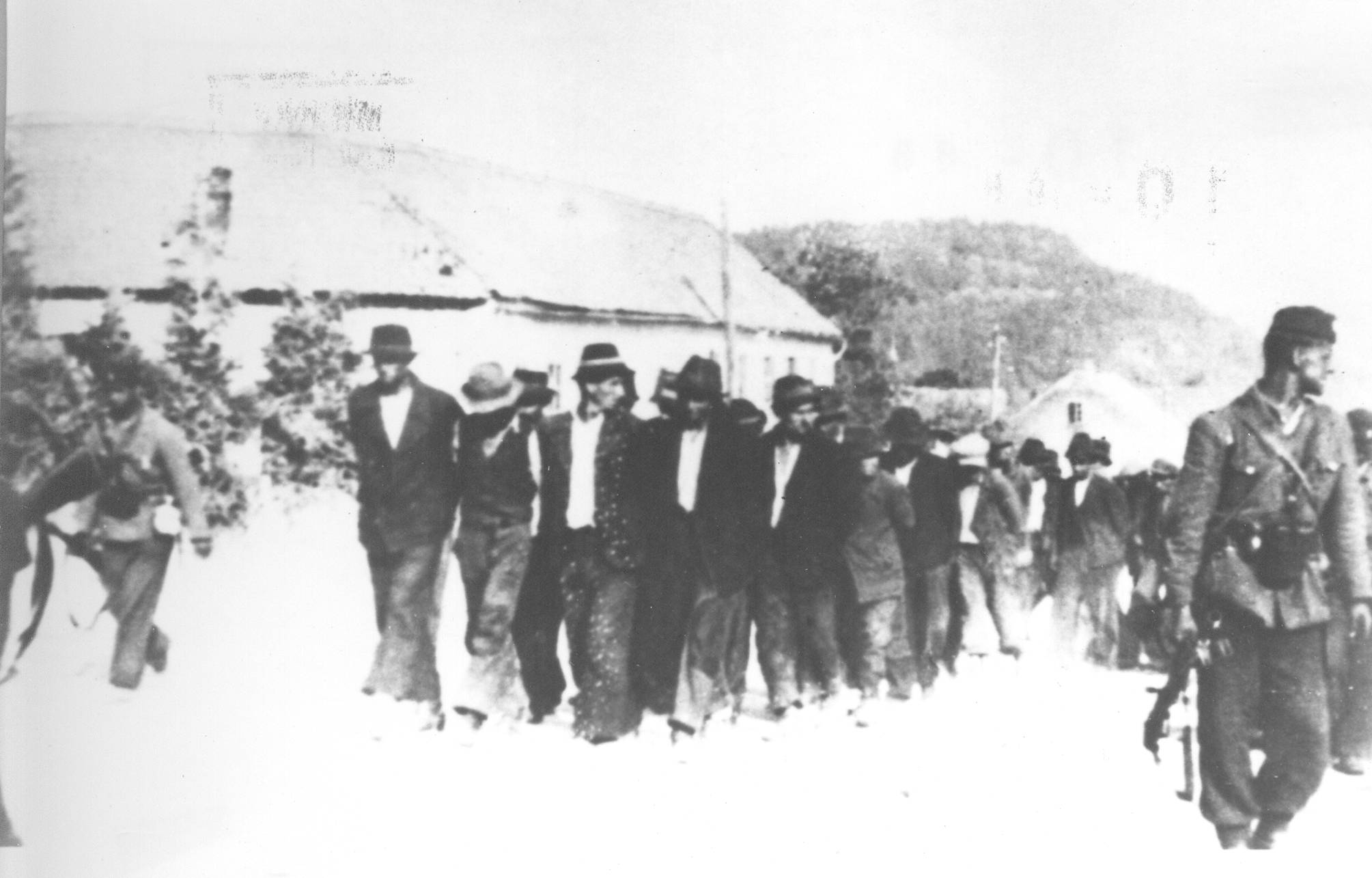
Massacre de Gudovac

Les oustachis ont tenté de convertir les Serbes au catholicisme ; ceux qui restaient dans l'orthodoxie étaient exterminés avec les Juifs et les Tsiganes, comme tous ceux qui s'opposaient à eux, notamment les partisans et les communistes croates. Ils créèrent plusieurs camps de concentration, dont notamment celui de Jasenovac. Le ministre oustachi de la culture, Mile Budak, affirma lors d'un discours qu'un tiers des Serbes devait être converti, un tiers exterminé et un tiers chassé de l'État indépendant croate.
Le nombre exact de victimes, spécialement de victimes serbes n'est pas connu, seules des estimations existent, mais il est certain que plusieurs centaines de milliers de personnes furent tuées dans les camps de concentration et en dehors. Les livres d'histoire de la république fédérative socialiste de Yougoslavie parlent de 1 700 000 victimes pour l'ensemble de la Yougoslavie, chiffre calculé en 1946 sur la base de la perte démographique de population (la différence entre le nombre de personnes après la guerre et la population qu'aurait compté le territoire si la croissance démographique d'avant-guerre s'était poursuivie). C'est le nombre qui fut utilisé par Edvard Kardelj et Moše Pijade pour la demande de réparation de guerre faite à l'Allemagne.
Une étude de la fin des années 1980 du Croate Vladimir Žerjavić et du Serbe Bogoljub Kočović, Gubici stanovnistva Jugoslavije u drugom svjetskom ratu, estime à 60 000 Juifs , 550 000 Serbes, 20 000 Croates, 90 000 Bosniaques (Musulmans), 50 000 Monténégrins et 30 000 Slovènes le nombre de victimes du régime oustachi,.

### Serbes orthodoxes
Selon le dossier du président Roosevelt, en vue de la conférence de Téhéran de 1943, 744 000 Serbes furent exterminés dont 600 000 exclusivement par les oustachis, le rapport précise qu'il ne tient pas compte des pertes militaires des résistants ni des pertes civiles dues aux bombardements.
Les sources serbes officielles, quant à elles, estiment à 700 000 le nombre de Serbes exécutés par les oustachis.

### Juifs
Sur les 35 000 Juifs vivant sur le territoire, seuls 20 % (environ 6 000) survécurent à la guerre. Selon le démographe croate Vladimir Zerdajic, 39 800 Juifs ont été tués dans les camps croates, dont 13 000 dans celui de Jasenovac. Des milliers d'autres Juifs sont déportés vers les camps d'extermination nazis à partir de 1942, avec l'approbation du gouvernement croate, qui laisse également les dizaines de Croates juifs vivant en Allemagne être déportés.
Les victimes juives seraient, selon le dossier du président Roosevelt cité plus haut, de 63 200 victimes dont 24 000 hors de Yougoslavie dans les camps et de 39 000 en Yougoslavie.

### Tsiganes
De même, on dénombra 40 000 Tsiganes de moins après la fin du conflit.

### Camp de Jasenovac
Selon l'étude du Croate Vladimir Žerjavić, dont les résultats concordaient avec ceux du Serbe Bogoljub Kočović, le nombre de victimes dans le camp de concentration de Jasenovac était de 85 000, dont 13 000 Juifs, 50 000 Serbes , 12 000 Croates et 10 000 Tsiganes. Le 20 avril 1998 lors du procès, en Croatie, du criminel de guerre Dinko Šakić, responsable du camp en 1944, l'acte d'accusation a retenu le chiffre de 50 000 victimes.
Depuis 2013, les recherches officielles et la liste des noms des victimes du camp qui ont pu être identifiées est disponible sur le site officiel du mémorial de Jasenovac. Le nombre de victimes Tsiganes, dont le génocide a été reconnu officiellement par la croatie depuis 2005, (Voir : Porajmos), à ce jour identifié est porté à 16 173. Les victimes Serbes, dont le génocide est également reconnu par la Croatie depuis 2005 est de 47 627. Le nombre de victimes juives identifiées est de 13 116. Puis 4 255 victimes Croates et 1 128 victimes Musulmanes. Ainsi qu'une multitude d'autres nationalités listés au mémorial.
Selon le United States Holocaust Memorial Museum :
« Due to differing views and lack of documentation, estimates for the number of Serbian victims in Croatia range widely, from 25,000 to more than one million. The estimated number of Serbs killed in Jasenovac ranges from 25,000 to 700,000. The most reliable figures place the number of Serbs killed by the Ustaša between 330,000 and 390,000, with 45,000 to 52,000 Serbs murdered in Jasenovac. »
« À cause des différences de point de vue et du manque de sources, les estimations du nombre de victimes serbes en Croatie varient largement, de 25 000 à plus d'un million. Les estimations de Serbes tués à Jasenovac varient de 25 000 à 700 000. Les sources les plus fiables estiment que le nombre de Serbes tués par les Oustachis varie entre 330 000 et 390 000, dont à 45 000 à 52 000 Serbes assassinés à Jasenovac. »

## Symboles

Drapeau de l'État indépendant de Croatie.

Le symbole des oustachis est un large U majuscule avec des empattements prononcés. Une variation de ce symbole inclut un symbole plus représentant une croix catholique. Dans certaines communications, le symbole « ==U== » est utilisé. Comme pour la plupart des mouvements fascistes, les oustachis ont simplement ajouté leur propre symbolique à d'autres symboles nationaux existants. L'insigne oustachi sur les bérets était ainsi le blason croate, ou šahovnica, surmonté du U oustachi.
Le drapeau de l'État indépendant de Croatie était un drapeau tricolore rouge-blanc-bleu avec l'échiquier croate au centre et le U oustachi au coin supérieur gauche. Sa monnaie était le Kuna. L'échiquier du blason du NDH est d'argent et de gueules, il commence par un carré blanc en haut à droite, à la différence du blason croate actuel de gueules et d'argent. Parmi les explications possible, le premier carré blanc signifierait la nationalité croate, par opposition à l'État croate ou le carré blanc serait utilisé sur le « drapeau de guerre », ou simplement la volonté de l'État croate actuel de se différencier de l'État fasciste de la Seconde Guerre mondiale.
Le salut oustachi était « Za dom - spremni ! », « Pour la patrie - Prêt ! ». Bien que le salut ait été inventé au XIXe siècle par le Ban Josip Jelačić, il est aujourd'hui associé aux sympathisants oustachis par les Serbes mais associé à la droite conservatrice par le Parti croate du droit. Certain Croates voient toujours ce salut comme un simple symbole patriotique du fait de son utilisation antérieure à celle faite par les oustachis. Il est parfois abrégé par « ZDS ».

Le U Oustachi.
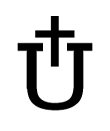
Le U Oustachi avec la Croix.
Le U avec le blason du NDH.